# Łabędź (województwo zachodniopomorskie)
Łabędź – osada w Polsce położona w województwie zachodniopomorskim, w powiecie szczecineckim, w gminie Szczecinek, nad jeziorem Kopiel (14,5 ha). Miejscowość wchodzi w skład sołectwa Dziki.